# Драгонады

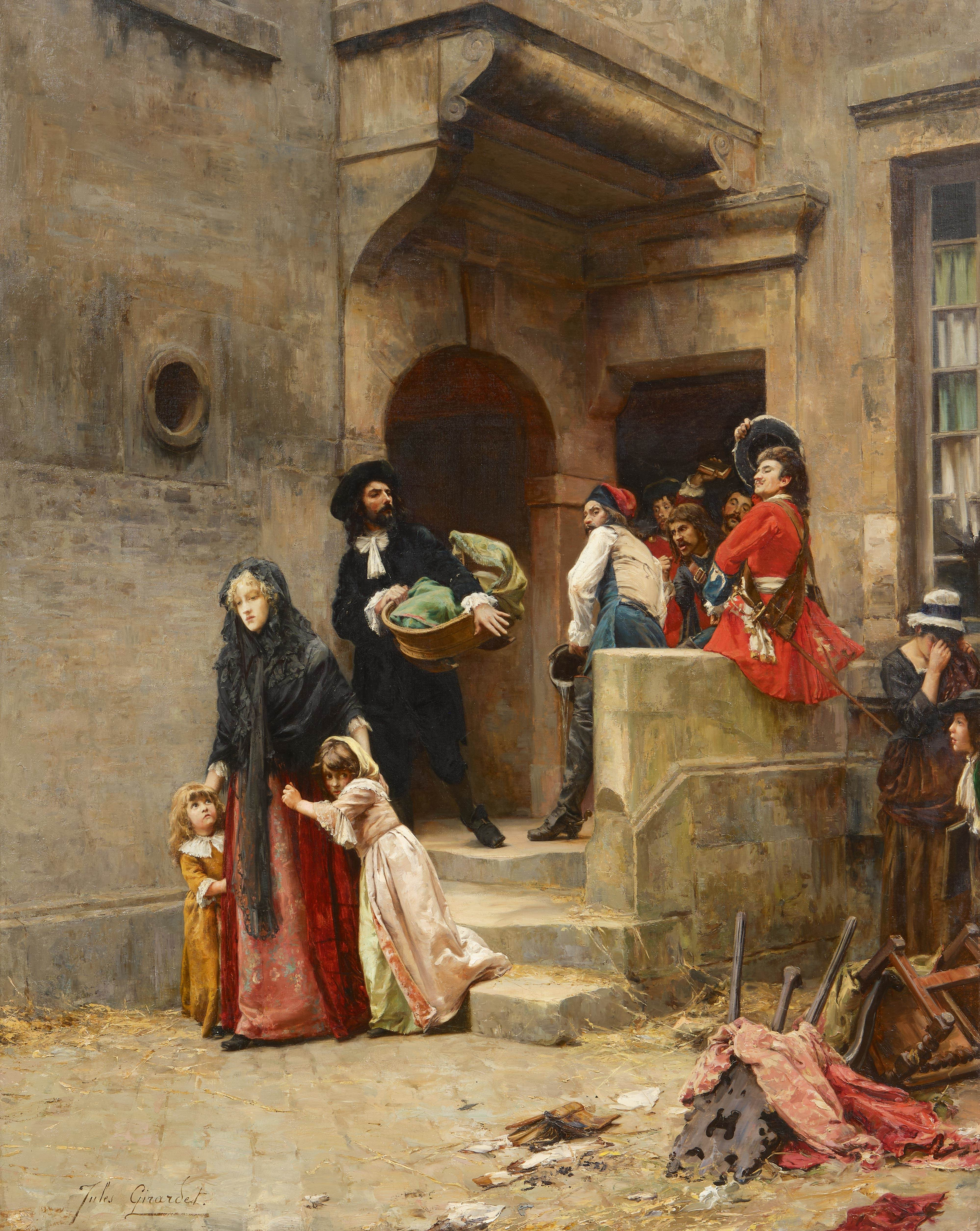
Жюль Жирарде. Эпизод драгонад. 1886

Драгона́ды, драгонна́ды (фр. dragonnades) — принудительный постой войск в домах гугенотов, применявшийся французским правительством с 1681 по 1685 год, в целях принуждения протестантов к переходу в католичество. Название происходит от наименования рода кавалерии — драгун, которая обычно использовалась при проведении подобных мероприятий.
Впервые данная практика была использована правительством короля Людовика XIV в провинции Пуату (ныне часть административного региона Новая Аквитания) в 1681 году. Интендант провинции Рене де Марийяк освободил от постоя те протестантские семьи, которые перешли в католическую религию, объявив, что им предоставляется на два года «отсрочка». Французский историк Жан-Кристиан Птифис писал о произволе властей следующим образом: «Драгуны, поселившись у „еретиков“, ведут себя не хуже завоевателей в военное время, опустошая их подвалы, разоряя птичьи дворы и притесняя хозяев. Отречения, вызванные подобными действиями, ещё сильнее отягчают бремя непокорных протестантов, ибо они вынуждены размещать у себя всех оставшихся солдат». Против подобных мер выступили правительства Англии, Дании и Соединённых Провинций, а также представитель протестантской церкви при французском королевском дворе генерал-лейтенант армии Анри де Мессю, маркиз де Рювиньи. Марийяк был снят с должности за крайности, но намерение Людовика XIV побороть еретическое учение осталось неизменным. После Пуату практика принудительных постоев была распространена на прочие районы страны с протестантским населением. Следствием размещения войск становилось массовое разорение хозяйств, принадлежащих гугенотам, и террор против населения. Такая политика привела к народным возмущениям, которые в том числе подавлялись при помощи войск, расквартированных у гугенотов.
Достигнутый результат послужил для Людовика XIV основанием к принятию 17 октября 1685 года эдикта Фонтенбло, который отменил Нантский эдикт 1598 года, ранее гарантировавший гугенотам право исповедания своей религии, как утративший актуальность по причине обращения этой части французских подданных в католичество. Итогом политики драгонад, в сочетании с другими средствами принуждения, применявшимися французским правительством, стало существенное сокращение гугенотского населения Франции как за счёт обращения в католицизм, так и вследствие его массовой эмиграции, которая оценивается исследователями более чем в 200 000 человек. По мнению ряда историков, драгонады оказали негативное влияние на состояние экономики французских регионов, где они проводились, поскольку вызвали выезд в течение короткого времени большого числа купцов и квалифицированных ремесленников, существенную часть которых составляли жители протестантского исповедания. Вместе с тем отмена Нантского эдикта привела не к сворачиванию драгонад, а, наоборот, к их распространению и на другие регионы Франции (Анжу, Турень, Нормандия, Пикардия, Шампань, Лотарингия и др.).
Название политики драгонад стало нарицательным обозначением и для других форм административного своеволия.